# Свобода віросповідання в Катарі
Конституція Катару, а також певні закони передбачають свободу об'єднань, публічних зібрань і відправлення культу відповідно до вимог громадського порядку та моралі. Незважаючи на це, закон забороняє прозелітизм немусульман і накладає деякі обмеження на публічне богослужіння. У Катарі іслам є державною релігією.

## Релігійна демографія
Країна має площу 4 254 квадратні милі (11 020 км2) і загальною чисельністю понад 2,169 млн осіб, з яких одна чверть — громадяни. Населення переважно сунітське. Більшість негромадян є вихідцями з країн Південної та Південно-Східної Азії та арабських країн, які працюють за тимчасовими трудовими контрактами, у деяких випадках у супроводі членів родини. Більшість негромадян є мусульманами-шиитами або сунітами, християнами, індуїстами, буддистами або бахаїстами. Більшість іноземних працівників та їхні родини живуть поблизу головних центрів зайнятості Дохи, Аль-Хора, Месаїда і Дукхана.
Хоча уряд не оприлюднює демографічні дані щодо релігійної приналежності, деякі дані про членство доступні в групах християнських громад. Відповідно, християнська громада включає католиків (80 000), східних і греко-православних, англікан (10 000), коптів (3 000) та інших протестантів. Індуїстська спільнота майже виключно індійська, тоді як буддисти включають південну, південно-східну та східну Азію. Більшість бахаїстів походять з Ірану. Згідно з Законом про громадянство релігія не є критерієм громадянства. Однак, за винятком принаймні одного християнина, одного атеїста, кількох бахаїстів та їхніх відповідних сімей, які отримали громадянство, майже всі громадяни Катару є мусульманами-сунітами або шиїтами.
У країні відкрито не діє жодна іноземна місіонерська група.

## Стан релігійної свободи

### Правова та політична база
Конституція, а також окремі закони передбачають свободу об'днань, публічних зібрань і відправлення культу відповідно до вимог громадського порядку та моралі. Однак закон забороняє прозелітизм немусульман і накладає деякі обмеження на публічне богослужіння. Державна релігія — іслам. Хоча більшість катарців є сунітами, мусульмани-шиїти вільно сповідують свою віру. Закон про громадянство не накладає жодних обмежень щодо релігійної приналежності.
Уряд і правляча сім'я нерозривно пов'язані з ісламом. Однак немусульмани обіймають державні посади. Міністерство у справах ісламу контролює будівництво мечетей, церковні справи та ісламську освіту для дорослих і новонавернених. Емір бере участь у публічних молитвах під час обох святкових періодів Ід і особисто фінансує хадж для громадян і негромадян-паломників, які не можуть дозволити собі поїхати до Мекки.
Для юридичного визнання релігійні групи повинні зареєструватися в уряді. Уряд надав легальний статус католицькій, англіканській, грецькій та іншим православним, коптським та індійським християнським церквам. Він веде офіційний реєстр затверджених релігійних груп. Щоб отримати визнання, кожна група повинна мати щонайменше 1500 членів у країні. У той час як євангельські конгрегації не є юридично визнаними, тому що вони окремо не мають необхідного членства, вони вільно відправляють культ і їм забезпечується фізична охорона під час святкування Міністерством внутрішніх справ, коли це необхідно.
Як мусульман, так і немусульман судять за єдиною судовою системою, яка включає як світське право, так і шаріат (ісламське право). Засуджені мусульмани можуть отримати пом'якшення ув'язнення на кілька місяців, вивчаючи Коран напам'ять. Сторони в цивільних справах можуть вимагати від шаріатських судів взяти на себе юрисдикцію. У 2005 році в судах була створена колегія для шиїтів. Колегія вирішує справи щодо шлюбу, розлучення, спадкування та інші сімейні справи. У справах, що стосуються релігійних питань, застосовується новий Сімейний закон, який не обмежується однією гілкою ісламу.
Ісламське навчання для мусульман у державних школах є обов'язковим. Хоча не існувало жодних обмежень для немусульман, які проводили приватне релігійне навчання для дітей, більшість іноземних дітей відвідували світські приватні школи. Мусульманським дітям було дозволено відвідувати світські та приватні школи зі змішаним навчанням.
Уряд регулює видання, імпорт і розповсюдження всіх релігійних книг і матеріалів. Однак на практиці окремим особам і релігійним установам не заборонялося ввозити священні книги та інші предмети релігійного призначення для особистого чи релігійного використання.
Ісламські священні дні Ід аль-Фітр і Курбан-Байрам є національними святами.

### Обмеження релігійної свободи
Урядова політика та практика сприяли загалом вільному сповідуванню релігії, хоча існували деякі обмеження.
Перехід до іншої релігії з ісламу вважається віровідступництвом і технічно карається смертною карою; проте з моменту здобуття країною незалежності в 1971 році не було зареєстровано жодної страти чи іншого покарання за такий акт.
Уряд регулює видання, імпорт і розповсюдження неісламської релігійної літератури. Окремим особам і релігійним установам дозволяється імпортувати Біблії та інші предмети релігійного призначення для особистого чи спільного використання. Християнська релігійна література, за винятком Біблії, доступна англійською мовою в місцевих книгарнях. Крім того, релігійні матеріали для використання на Різдво та Великдень легко доступні в місцевих магазинах. Корабель християнської групи пришвартувався в Досі протягом одного тижня протягом звітного періоду для продажу книг, у тому числі книг про християнство.
Релігійні служби проводилися без попереднього дозволу уряду; однак громади попросили не рекламувати їх заздалегідь і не використовувати видимих релігійних символів, таких як зовнішні хрести. Християнські служби проводяться регулярно і відкриті для публіки. Деякі богослужіння, зокрема на Великдень і Різдво, зібрали понад 1000 віруючих.
Християнське духовенство повідомило про відсутність проблем з носінням традиційного релігійного одягу в громадських місцях. Хоча розкриття релігійної приналежності є обов'язковим під час подання заяви на отримання паспорта чи іншого документа, що посвідчує особу, приналежність не відображається у виданих документах.
Індуїсти, буддисти, бахаїсти та члени інших релігійних груп не діють так вільно, як християнські конгрегації; проте протягом звітного періоду вони не зверталися за офіційним визнанням з боку Уряду. Незважаючи на це, не було жодних офіційних спроб переслідувати або перешкоджати прихильникам цих груп у приватному сповідуванні їхньої релігії.
Відповідно до Кримінального кодексу, особи, спіймані в прозаїтизації від імені організації, товариства чи фонду будь-якої релігії, крім ісламу, можуть бути засуджені до 10 років позбавлення волі. Прозелітизм від імені особи для будь-якої релігії, окрім ісламу, може призвести до вироку до 5 років. Особи, які володіють письмовими або записаними матеріалами або предметами, які підтримують або пропагують місіонерську діяльність, можуть бути позбавлені волі на строк до двох років.
Хоча дискримінація експатріантів у сферах працевлаштування, освіти, житла та охорони здоров'я мала місце, національність зазвичай була визначальною, а не релігія.
Повідомлень про релігійних ув'язнених або затриманих в країні не надходило.

### Примусове релігійне навернення
Не надходило жодних повідомлень про примусове навернення до віри, включно з неповнолітніми громадянами США, які були викрадені чи незаконно вивезені зі Сполучених Штатів, або про відмову дозволити таким громадянам повернутися до Сполучених Штатів.

### Зміни та розвиток релігійної свободи

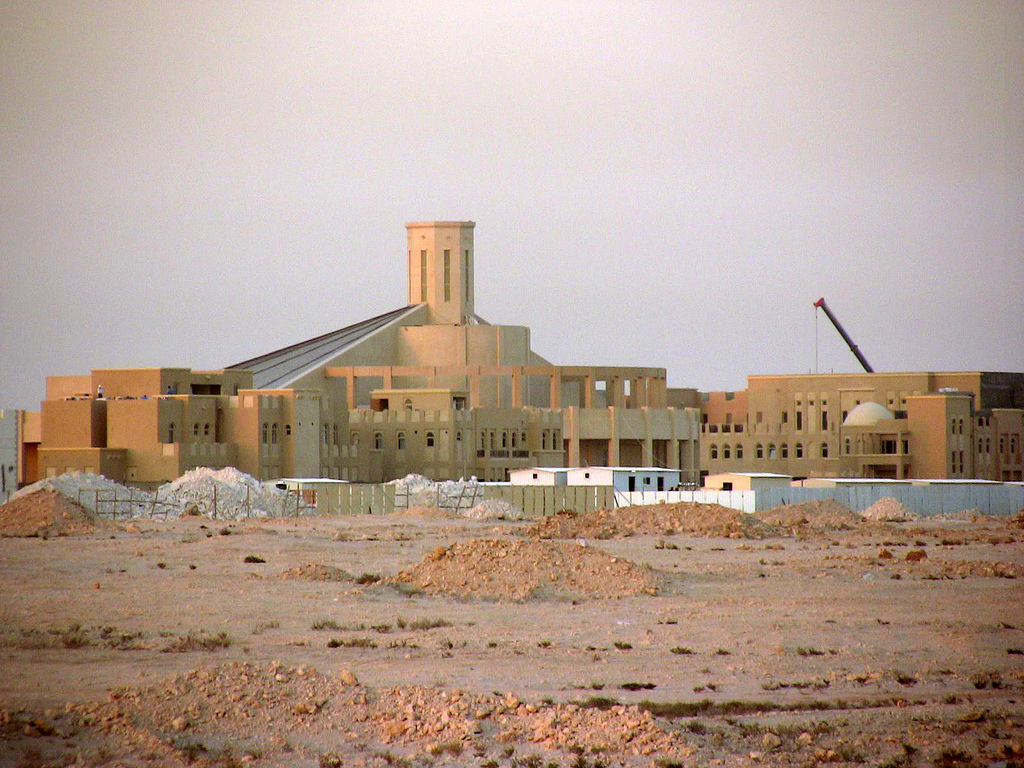
Католицька церква Богоматері Вервиці в Мезаймірі

Емір та інші вищі урядовці рішуче підтримували будівництво та заснування церков. Уряд призначив координатора в Міністерстві закордонних справ для прискорення та полегшення цього процесу, хоча були введені деякі обмеження щодо використання певних релігійних символів на будівлях.
У травні 2005 року представники християнських церков країни підписали з урядом угоду про оренду на 50 років землі поблизу Дохи, де вони мають намір звести 6 церков. Оренда буде номінальною. У квітні 2006 року почали закладати першу церкву. Очікується, що він і три інші будуть завершені в 2008 році. Для безпосереднього зв'язку з Міністерством закордонних справ у церковних справах було створено колегію, що складалася з членів усіх християнських церков. Попередні бар'єри, пов'язані з релігійною та культурною чутливістю, було пом'якшено, і тепер представники церков можуть звертатися безпосередньо до будь-якої державної установи для вирішення своїх релігійних справ.
Уряд надав кожній церкві дозвіл подавати документи на візи для священнослужителів, які відвідують церкву, щоб керувати церковними службами та допомагати в них. Жодних обмежень щодо релігійних обрядів не було. Про плани проведення великих заходів було повідомлено Міністерство закордонних справ, яке, у свою чергу, звернулося до Міністерства внутрішніх справ з проханням забезпечити належні заходи фізичної безпеки.
7–9 травня 2007 р. у Досі відбулася П'ята конференція міжконфесійного діалогу. Були запрошені представники християн, мусульман та юдеїв. Було запрошено католицьку, англіканську, коптську та інші православні деномінації, а також Раду церков Близького Сходу та єврейських рабинів. У конференції брали участь рабини зі США та інших країн. Під час конференції Уряд оголосив про створення «Дохського міжнародного центру міжконфесійного діалогу», який базуватиметься в країні. Центр фінансуватиметься урядом, але функціонуватиме як самостійний суб'єкт. Його мета полягатиме в тому, щоб виконувати резолюції конференції, документи та дослідження, а також залучати місцеві та міжнародні дослідницькі центри та університети.

## Суспільні зловживання та дискримінація
Наразі не надходило жодних повідомлень про суспільні зловживання чи дискримінацію на основі релігійних переконань чи обрядів, і відомі суспільні лідери вжили позитивних заходів для просування релігійної свободи.